# Leioproctus waipounamu
Leioproctus waipounamu är en biart som beskrevs av Donovan 2007. Leioproctus waipounamu ingår i släktet Leioproctus och familjen korttungebin. Inga underarter finns listade i Catalogue of Life.